# ألكساندرا زابيلينا
ألكساندرا زابيلينا (الروسية: Александра Ивановна Забелина) هي لاعبة أولمبية لرياضة مبارزة سيف الشيش من الاتحاد السوفييتي. شاركت في الأولمبياد الصيفي في 1960–1972، وفازت بما مجموعه 3 ميداليات.

## الميداليات
| ذهب | فضة | برونز | المجموع |
| 3   | 0   | 0     | 3       |

## روابط خارجية
- ألكساندرا زابيلينا على موقع اللجنة الأولمبية الدولية (الإنجليزية)
- ألكساندرا زابيلينا على موقع أوليمبيديا (الإنجليزية)